# Purgatorio - Canto trentunesimo

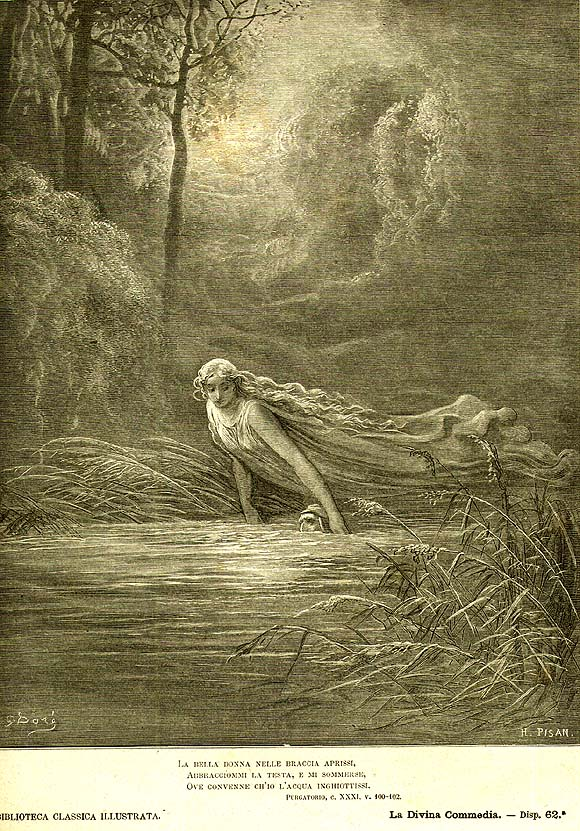
Matelda, illustrazione di Gustave Doré

Il canto trentunesimo del Purgatorio di Dante Alighieri si svolge nel Paradiso terrestre, sulla cima del Purgatorio; siamo nel mattino del 13 aprile 1300, o secondo altri commentatori del 30 marzo 1300.

## Incipit
(Anonimo commentatore dantesco del XIV secolo)

## Temi e contenuti

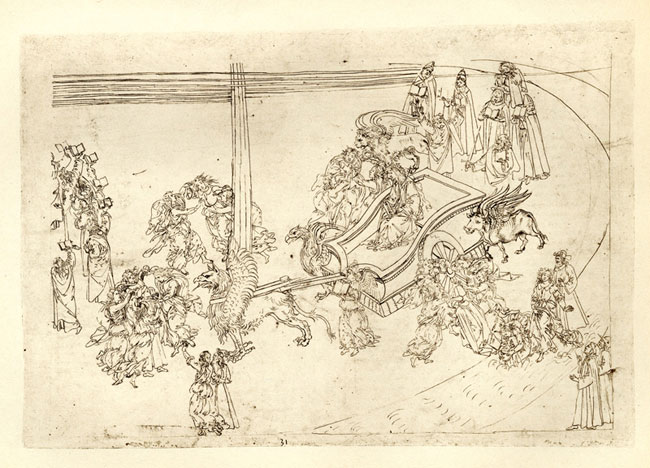
Canto XXXI, Sandro Botticelli

### Accusa di Beatrice e confessione di Dante - versi 1-63
Beatrice, continuando le accuse del canto precedente, riprende, ma questa volta rivolgendosi direttamente a Dante: «O tu che sei dall'altra parte del fiume sacro (il Lete) di', di' se questo è vero! Alla grave accusa che ti ho mosso dev'essere unita la tua confessione». Ma Dante a quest'accusa non riesce ancora a rispondere, e Beatrice insiste: «Rispondimi, poiché la memoria del male che hai fatto non è ancora cancellata dall'acqua del fiume». Allora la paura e la confusione spingono Dante a un misero "sì" che neanche si sente, ma si può intendere solo osservando il movimento delle labbra: per il peso della vergogna, il poeta scoppia in lacrime.
Aggiunge Beatrice: «Mentre seguivi i desideri che ti avevo ispirato e che ti portavano ad amare il bene più alto al quale si possa aspirare, quali terribili ostacoli hai trovato che ti hanno fatto cadere la speranza? E quali vantaggi e guadagni ti si mostrarono negli altri beni (quelli falsi), tali che tu ti mettessi a seguire loro?». Dante sospira amaramente e con un filo di voce a stento risponde, tra le lacrime: «I beni del mondo mi hanno attirato con le loro false apparenze sviandomi, quando con la morte il vostro viso scomparve».
Beatrice commenta: «La tua colpa è ben nota a Dio, e lo sarebbe anche se tu la tacessi o negassi. Tuttavia, quando il colpevole confessa, la giustizia del tribunale celeste diviene meno dura. Ma per potere in futuro resistere meglio alle attrattive fallaci, smetti di piangere e ascolta come la mia morte avrebbe dovuto indurti a seguire una via opposta a quella che hai percorso. Non ti è mai stata mostrata alcuna bellezza superiore a quella del mio corpo; se la mia morte ti ha dimostrato l'inconsistenza di quel bene terreno, quale altro bene poteva attirarti a sé? Avresti invece dovuto innalzare il tuo animo verso il cielo, seguendo me. Niente avrebbe dovuto appesantirti e piegarti a terra, né una giovane donna o altro piacere fuggevole. Se un uccellino implume deve subire due o tre insidie prima di riconoscere i pericoli, gli uccelli adulti sanno evitare i pericoli».

### Pentimento e svenimento di Dante - vv. 64-90
Dante pieno di vergogna resta muto a occhi bassi; e Beatrice lo esorta a levare il viso, anzi «la barba» per soffrire anche di più. In quel riferimento alla barba Dante coglie l'allusione alla sua età ormai matura, e con grande sforzo alza il viso. A questo punto si accorge che gli angeli cessano di spargere fiori e con sguardo ancora incerto osserva Beatrice, che gli appare tanto più bella rispetto alla Beatrice vivente, quanto quest'ultima aveva superato ogni altra donna. Riconosce allora con profondo rimorso il proprio errore e cade svenuto.

### Immersione nel Lete - vv. 91-126
Quando torna in sé, Matelda è china su di lui e lo tiene stretto portandolo, immerso fino al collo nell'acqua del Lete, verso l'altra riva. Quando ormai è prossimo ad essa, Dante ode il canto degli angeli Asperges me (un versetto del Miserere): Matelda gli immerge il capo fino a fargli inghiottire l'acqua, poi lo solleva e lo fa entrate nel cerchio delle Virtù cardinali.
Esse cantando dicono di essere ancelle di Beatrice, alla quale lo guideranno; ma presso di lei subentreranno le Virtù teologali. Lo conducono quindi davanti al grifone che simboleggia Cristo, vicino al quale si trova Beatrice. Con amore Dante guarda Beatrice, i cui occhi sono fissi nel grifone. L'immagine di questo si riflette negli occhi della donna trasformandosi (mostrando ora la natura divina ora quella umana).

### Rivelazione di Beatrice - vv. 127-145
Mentre Dante si nutre intensamente di questo cibo spirituale, le tre Virtù teologali si avvicinano danzando e cantano un'invocazione a Beatrice perché sia generosa verso chi come Dante ha sofferto tanto per arrivare a lei, e gli mostri senza alcun velo il suo sorriso. La vista dello splendore di Beatrice, manifestazione della luce di Dio, è tale da superare qualunque capacità espressiva e poetica.

## Analisi
Il canto è interamente centrato sul personaggio Dante e può essere interpretato in stretto collegamento con i primi due canti dell'Inferno. All'inizio del poema Dante presenta se stesso in una condizione di gravissimo traviamento spirituale, dal quale viene salvato grazie all'intervento di Virgilio (Inferno, I), sollecitato da Beatrice (Inferno, II). Le cause e le manifestazioni di questa condizione di peccato non sono però rese esplicite; nel corso dell'opera e in particolare del Purgatorio si possono trovare indicazioni su peccati di superbia (canto XI), ma soltanto nella parte finale della cantica, ambientata nel Paradiso Terrestre, Dante-poeta rappresenta se stesso nell'atto di riconoscere l'errore che fu alla radice del suo grave traviamento.
Alla morte di Beatrice, la guida spirituale che lo aveva fino ad allora sostenuto, egli fu attratto da beni provvisori e deludenti («o pargoletta / o altra novità con sì breve uso»). Si interpreta questa accusa di Beatrice come riferimento a un'altra donna, evidentemente meno significativa sul piano spirituale, (cfr. Le Rime, LXXXVII e LXXXIX) e ad esperienze intellettuali problematiche..
Si può dunque notare un collegamento col tema dell'origine del peccato nel rapporto con i beni terreni, trattato ad esempio nel canto XIX; nel XXXI tuttavia si esce dal linguaggio simbolico o filosofico per dare al tema evidenza drammatica attraverso il colloquio diretto tra Beatrice e Dante. Esso segue una scansione liturgica (dalla contrizione del cuore, v.13 ss., all'aperta confessione, v.34 ss.) e contemporaneamente è permeato di elementi umani e psicologici: Dante-personaggio piange, sospira, fatica ad ammettere in parole la propria colpa; di fronte a lui Beatrice appare severa, a tratti ironica nel rimproverarlo per una condotta non scusabile in persona matura.
La seconda parte del canto (dal v. 76) riporta il lettore al contesto, ovvero a quella scena solenne e affollata di figure simboliche che si era presentata nel canto XXIX. Dante, sopraffatto dall'amore e dal pentimento, sviene; al suo riaversi, si rende conto di essere al centro di un rito di purificazione officiato da Matelda insieme alle Virtù cardinali e teologali. Egli contempla il grifone riflesso negli occhi di Beatrice e ne vede alternativamente le due nature, simbolo della natura divina e umana di Cristo. Solo a questo punto Beatrice rivela interamente il suo volto splendente. È significativo che la doppia natura di Cristo sia vista da Dante negli occhi di Beatrice: allo stesso modo avverrà, all'inizio del Paradiso, il «trasumanar» che rende possibile all'uomo Dante l'ingresso nel mondo celeste; in seguito gli occhi di Beatrice saranno il tramite per il progressivo innalzarsi di Dante.
Il linguaggio è caratterizzato nella prima parte da un registro discorsivo, ricco di metafore che rappresentano i momenti psicologici; la seconda parte presenta uno stile più elevato e complesso, con pleonasmi («vincer», vv.83-84), iterazioni (v.93, 119, 133), similitudini (v.96, 118, 121).